# Про що я говорю, коли говорю про біг
«Про що я говорю, коли говорю про біг» (яп. 走ることについて語るときに僕の語ること) — книга японського письменника Харукі Муракамі, вперше видана 2007 року. Книга є частково щоденником тренувань самого автора, частково мемуарами і філософськими роздумами, на які його спонукає біг.

## Історія
Усі глави, крім однієї, були написані Муракамі спеціально для цих мемуарів із 2005 по 2006 рік. Лише 6-й розділ «Більше ніхто не гатив по столу, ніхто не жбурляв свої келихи» створений раніше, він датується 1996 роком і написаний одразу після подолання автором ультрамарафону на острові Хоккайдо, тоді Муракамі писав його просто як особисту нотатку.
Назва книги відсилає до роману Раймонда Карвера «Про що ми говоримо, коли говоримо про любов» (1981).

## Сюжет
«Про що я говорю, коли говорю про біг» — це оповідь про життєвий шлях автора через призму бігу. Книга складається з журналу тренувань, що охоплюють його чотиримісячну підготовку до Нью-Йоркського марафону 2005 року.
Поміж тим Муракамі  розповідає про те, як був власником джаз-бару, про той самий момент, коли він вирішив стати письменником, про свої здобутки та невдачі, старіння і маленькі радощі життя, як-от колекцію вінілових платівок. У свої спогадах автор переносить читача у різноманітні місця: наприклад, до садів Дзінґу Ґаєн у Токіо, де він колись бігав паралельно з олімпійцями, та Греції, де пробіг свою першу марафонську дистанцію символічним маршрутом від Афін до Марафону.
Основною темою є зв'язок між письменництвом та бігом.

## Український переклад
- Харукі Муракамі. Про що я говорю, коли говорю про біг. Переклад: Олександр Михельсон. Обкладинка: Ольга Штонда. Львів: Yakaboo Publishing, 2020. 160 стор., ISBN 978-617-7544-43-1[5]